# Franz Martin Alexis von Bakach-Bessenyey de Szentgyörgyvölgy et Galántha
Baron Franz Martin Alexis von Bakach-Bessenyey de Szentgyörgyvölgy et Galántha, avstrijski general, * 27. maj 1839, † 26. februar 1922.

## Pregled vojaške kariere
Napredovanja
- častni generalmajor: 1. maj 1895
- naslovni podmaršal: 14. april 1917